# Adorazione dei Magi (Bruegel Bruxelles)
L'Adorazione dei Magi è un dipinto a tempera su tela (115,5x163 cm) di Pieter Bruegel il Vecchio, databile al 1556 circa e conservato nel Museo reale delle belle arti del Belgio di Bruxelles.

## Storia
L'opera non è datata né firmata e presenta dubbi di attribuzione, legati anche al cattivo stato della tela. In genere è riferita alla fase più giovanile dell'artista, per le vive influenze di Hieronymus Bosch (Max Fiedländer). Charles de Tolnay respinse l'attribuzione e Michel la giudicò come opera di un artista della cerchia bruegheliana, mentre Grossmann ne ribadì l'autografia del maestro e la datazione giovanile.
Anni dopo l'artista riprese il gruppo centrale per farne un'altra opera indipendente, l'Adorazione di Londra.
Già nella collezione Fetis, entrò nel museo reale di Bruxelles con una donazione.

## Descrizione e stile
L'impostazione generale della scena deriva da quella dello scomparto centrale del Trittico dell'Adorazione dei Magi di Bosch, con la capanna al centro, in posizione leggermente sfasata. Con un punto di vista rialzato, si assiste alla presentazione del Bambino, in braccio a Maria, all'adorazione dei tre re Magi, circondati dall'ampia folla del corteo. L'uso del tradizionale schema compositivo di forma triangolare, con al vertice Maria e alla base i re inginocchiati, garantisce l'isolamento e la necessaria segnatura del gruppo centrale. La forma triangolare è ripresa anche dalla forma della capanna, facilitando la lettura della scena. La stalla ha infatti il tetto spiovente e copre un piccolo ambiente domestico, in cui si vede Giuseppe vicino a un tavolo rotondo in legno, con qualche suppellettile appoggiata sopra, e l'asino che raglia vicino a una sella e a un mucchio di fieno. A ben guardare si scoprono degli elementi irrazionali, come il palo che regge la capanna inspiegabilmente in primo piano, tanto da tagliare in due la figura di uno dei re, generando una sorta di architettura impossibile.
Il corteo, affollatissimo di figure e animali, è molto curato nei dettagli, dalle figure in primo piano fino a quelle più lontane nello sfondo. Le due ali, destra e sinistra, sono bilanciate con maestria, senza trascurare una forte caratterizzazione espressiva delle figure e il loro vivace movimento. Tra i dettagli curiosi, quello del cane gigantesco vicino a un ometto di bassa statura nell'angolo in basso a sinistra, oppure la presenza, in lontananza, di animali esotici come i cammelli e l'elefante.
In alto la scena guadagna respiro nell'ampio paesaggio agreste, dove si rarefà la presenza umana.